# Edwin Picon-Ackong
Edwin Picon-Ackong (Port Louis, 1940. november 4. –) mauritániai nemzetközi labdarúgó-játékvezető.

## Pályafutása

### Nemzeti játékvezetés
A küldési gyakorlat szerint rendszeres partbírói tevékenységet is végzett. Az I. Liga játékvezetőjeként 1989-ben vonult vissza.

### Nemzetközi játékvezetés
A Mauritániai labdarúgó-szövetség Játékvezető Bizottsága (JB) terjesztette fel nemzetközi játékvezetőnek, a Nemzetközi Labdarúgó-szövetség (FIFA) 1984-től tartotta nyilván bírói keretében. A FIFA JB központi nyelvei közül a franciát beszéli. Több nemzetek közötti válogatott és klubmérkőzést vezetett, vagy működő társának partbíróként segített. A mauritániai nemzetközi játékvezetők rangsorában, a világbajnokság sorrendjében a 2. helyet foglalja el 1 találkozó szolgálatával. Az aktív nemzetközi játékvezetéstől 1989-ben búcsúzott.

#### Labdarúgó-világbajnokság

##### U20-as labdarúgó-világbajnokság
Szovjetunió rendezte az 5., az 1985-ös ifjúsági labdarúgó-világbajnokságot, ahol a FIFA JB bíróként alkalmazta.

###### 1985-ös ifjúsági labdarúgó-világbajnokság
| Időpont             | Helyszín                     | Mérkőzés típusa              | Mérkőzés        | Eredmény | Nézők száma |
| ------------------- | ---------------------------- | ---------------------------- | --------------- | -------- | ----------- |
| 1985. augusztus 27. | Tofik Bahramov Stadion, Baku | csoportmérkőzés (D. csoport) | Paraguay–Mexikó | 0 – 2    | 7000        |

---
A világbajnoki döntőhöz vezető úton Mexikóba a XIII., az 1986-os labdarúgó-világbajnokságra és Olaszországba a XIV., az 1990-es labdarúgó-világbajnokságra a FIFA JB bíróként alkalmazta. Selejtező mérkőzéseket a CAF zónákban vezetett. Az első mauritániai bíró aki világbajnokságon mérkőzésvezetést kapott. A FIFA JB elvárása szerint, ha nem vezetett, akkor partbíróként tevékenykedett. Két csoportmérkőzésen egyes számú besorolást kapott, játékvezetői sérülés esetén továbbvezethette volna a találkozót. Világbajnokságon vezetett mérkőzéseinek száma: 1 + 2 (partbíró).

##### 1986-os labdarúgó-világbajnokság

###### Selejtező mérkőzés
| Időpont           | Helyszín                     | Mérkőzés típusa                           | Mérkőzés             | Eredmény | Nézők száma |
| ----------------- | ---------------------------- | ----------------------------------------- | -------------------- | -------- | ----------- |
| 1985. április 21. | Városi Stadion, Antananarivo | előselejtező (második kör-, 2. mérkőzés)  | Madagaszkár–Egyiptom | 1 – 0    |             |
| 1985. július 28.  | Independence Stadion, Lusaka | előselejtező (harmadik kör-, 2. mérkőzés) | Zambia–Algéria       | 0 – 1    |             |

###### Világbajnoki mérkőzés
| Időpont         | Helyszín                              | Mérkőzés típusa              | Mérkőzés      | Eredmény | Nézők száma |
| --------------- | ------------------------------------- | ---------------------------- | ------------- | -------- | ----------- |
| 1986. június 4. | Nemesio Díez Stadion, Toluca de Lerdo | csoportmérkőzés (B. csoport) | Paraguay–Irak | 1 – 0    | 24 000      |

##### 1990-es labdarúgó-világbajnokság

###### Selejtező mérkőzés
| Időpont          | Helyszín                       | Mérkőzés típusa                        | Mérkőzés         | Eredmény | Nézők száma |
| ---------------- | ------------------------------ | -------------------------------------- | ---------------- | -------- | ----------- |
| 1989. január 22. | Independence Stadion, Lusaka   | előselejtező (második kör-, D csoport) | Zambia–Zaire     | 4 – 2    |             |
| 1989. október 8. | Június 17. Stadion, Kaszentína | csoportdöntő (1. mérkőzés)             | Algéria–Egyiptom | 0 – 0    | 55 000      |

#### Afrikai nemzetek kupája
Elefántcsontpart a 14., az 1984-es afrikai nemzetek kupája,  Egyiptom a 15., az 1986-os afrikai nemzetek kupája labdarúgó tornát rendezte, ahol a Afrikai Labdarúgó-szövetség (CAF) JB játékvezetőként foglalkoztatta.

##### 1984-es afrikai nemzetek kupája

###### Afrikai Nemzetek Kupája mérkőzés
| Időpont           | Helyszín                                | Mérkőzés típusa              | Mérkőzés                  | Eredmény | Nézők száma |
| ----------------- | --------------------------------------- | ---------------------------- | ------------------------- | -------- | ----------- |
| 1984. március 7.  | Félix Houphouët-Boigny Stadion, Abidjan | csoportmérkőzés (A. csoport) | Elefántcsontpart–Egyiptom | 1 – 2    | 40 000      |
| 1984. március 14. | Félix Houphouët-Boigny Stadion, Abidjan | egyik elődöntő               | Algéria–Kamerun           | 0 – 0    | 15 000      |

##### 1986-os afrikai nemzetek kupája

###### Afrikai Nemzetek Kupája mérkőzés
| Időpont           | Helyszín                   | Mérkőzés típusa              | Mérkőzés                 | Eredmény | Nézők száma |
| ----------------- | -------------------------- | ---------------------------- | ------------------------ | -------- | ----------- |
| 1986. március 7.  | Nemzetközi Stadion, Kairó  | csoportmérkőzés (A. csoport) | Szenegál–Egyiptom        | 1 – 0    | 45 000      |
| 1986. március 17. | Városi Stadion, Alexandria | egyik elődöntő               | Kamerun–Elefántcsontpart | 1 – 0    | 10 000      |